# Zapadnea, Brusîliv
Zapadnea (în ucraineană Западня) este un sat în comuna Ozera din raionul Brusîliv, regiunea Jîtomîr, Ucraina.

## Demografie
Componența lingvistică a localității Zapadnea
     Ucraineană (98,65%)
     Rusă (1,35%)
Conform recensământului din 2001, majoritatea populației localității Zapadnea era vorbitoare de ucraineană (98,65%), existând în minoritate și vorbitori de rusă (1,35%).